# آمیتاو گوش
آمیتاو گوش (انگلیسی: Amitav Ghosh؛ زادهٔ ۱۱ ژوئیهٔ ۱۹۵۶) یک پدیدآور، و نویسنده بنگالی اهل هند است.
آمیتاو گوش در ۱۱ ژوئیه ۱۹۵۶ در یک خانواده هندوی بنگالی در شهر کلکته به دنیا آمد. پدر وی سرهنگ دوم بازنشسته ارتش هند می‌باشد. وی تحصیلات خویش را در دانشگاه آکسفورد، دانشگاه دهلی و کالج سن استفان دهلی انجام داده است. او در آغاز در دهلی نو روزنامه‌نگار بود و قبل از نوشتن اولین کتابش، مدرک دکترای خود را از دانشگاه آکسفورد گرفت. آمیتاو گوش در سبک پست‌مدرن می‌نویسد. تاکنون هشت رمان نوشته است. وی نامزد دریافت جایزه من بوکر سال ۲۰۱۵ شده است. اولین قسمت مجموعه سه‌گانه «ایبیس» با عنوان «دریای خشخاش‌ها» (Sea of Poppies) نامزد جایزه بوکر ۲۰۰۸ شد. آخرین قسمت این سه‌گانه بهار ۲۰۱۵ منتشر خواهد شد. رمان‌های او عمدتاً تاریخی اند و امپراتوری‌های گذشته شرق و غرب را می‌کاوند. وی تابعیت کشور ایالات متحده آمریکا را نیز دارد. رمان «امواج گرسنه» (The Hungry Tide) نوشته گوش با ترجمه ناهیده هاشمی به فارسی منتشر شده است.